# Crash Bandicoot Purple: Ripto's Rampage
Crash Bandicoot Purple: Ripto's Rampage (Crash Bandicoot Fusion в Європі, Crash Bandicoot Advance: Waku Waku Friend Daisakusen! (яп. クラッシュ バンディクー アドバンス わくわく友 ダチ 大 作戦!) в Японії) — відеогра платформер для Game Boy Advance являє собою гібрид Crash Bandicoot та Spyro the Dragon.
Є десятою грою серії Crash Bandicoot, яка веде свій початок з 1996 року.
Доктор Нео Кортекс об'єднує сили з Ріпто — головним ворогом дракона Спайро. Обидва вони намагаються позбавитися від Креша Бандікута та Спайро. Аку Аку та Коко Бандікут просять Креша дістати кристали до того як це зробить Кортекс.

## Транспорт
- Танк. На танку можна підривати коробки нітро.
- Ведмедик Полар, на якому можна кататися.
- Іграшковий вертоліт.
- Надувний пліт. Слід побоюватися воронок
- Залізний коло. Схожий на надувний, але зроблений з заліза.

## Боси
- Spyro — нападає, бо думає, що Креш працює на Ріпто. Послі битви Спайро дізнається що Креш добрий, і вони стають друзями.
- Tiny Tiger
- Nina Cortex
- Ripto
- Ripto та Doctor Neo Cortex